# 이정섭 (아나운서)
이정섭(1989년 6월 8일 ~ )은 대한민국의 아나운서다.

## 경력
- 2024년 ~ : YTN 아나운서
- 2016년 ~ 2017년, 2020년 ~ 2024년 : 연합뉴스TV 아나운서
- 2017년 ~ 2019년 : kbc 광주방송 아나운서

## 현재 진행 프로그램
- YTN : 뉴스START 2부 & 3부

## 과거 진행 프로그램
- SBS : 《SBS 오 뉴스》 광주전남 연결
- 연합뉴스TV : 《출발 640》, 《뉴스 01~04》, 《라이브 투데이》, 《뉴스워치》, 《뉴스센터12,13》, 《뉴스특보》 등
- 한국직업방송 : 《투데이잡스 시즌2》, 《모두의 채용 톡톡》, 《고용브리핑365》 등
- kbc 광주방송 : 《KBC 8 뉴스》, 《KBC 모닝 730》, 《KBC 저녁뉴스》 등
- KBC My FM : 《뮤직포에버》 DJ

## 광고
- KB국민카드 X 장도연 : 웹예능 《어른 연애》
- 성북구청 : 웹예능 《두유노우성북》